# Pontotoc County (Mississippi)
 For alternative betydninger, se Pontotoc County. (Se også artikler, som begynder med Pontotoc County)
Pontotoc County er et county i den amerikanske delstat Mississippi. 
34°14′N 89°02′V / 34.23°N 89.04°V